# Léon Dacheux
Léon Dacheux (Bischheim, 2 de marzo de 1835-Estrasburgo, 8 de marzo de 1903) fue un clérigo católico e historiador francés.

## Biografía
Tras estudiar a los clásicos en el Petit Séminaire y teología en el Grand Séminaire de Estrasburgo, fue ordenado sacerdote en 1857. Dos años más tarde, se hizo con la silla de retórica del primero de estos seminarios y de 1868 en adelante sirvió como pastor en Neudorf-Strasbourg. Fue nombrado supérieur del Grand Séminaire en 1881 y designado chanoine titulaire de la Catedral de Estrasburgo en 1887.

## Obras seleccionadas
- Un réformateur catholique a la fin du XVe siècle, Jean Geiler de Kaysersberg, prédicateur a la Cathédrale de Strasbourg, 1478-1510; étude sur sa vie et son temps, 1876
- Les plus anciens écrits de Geiler de Kaysersberg: Todtenbüchlein, Beichtspiegel, Seelenheil, Sendtbrieff, Bilger, 1882
- La Petite chronique de la cathédrale. : La chronique strasbourgeoise de Sébald Büheler, 1887